# Rocca di Cento
La rocca di Cento, chiamata anche antica rocca o castello della rocca, è una fortificazione medievale difensiva, costruita per volere del vescovo di Bologna nel 1378 a Cento, in provincia di Ferrara.
Contrariamente ad altri castelli, il complesso architettonico non venne edificato su strutture militari preesistenti, ma venne progettato e costruito per volontà politica per controllare e difendere la popolazione centese.
La rocca, situata nell'omonimo piazzale, è caratterizzata da un torrione d'ingresso, tre torri agli angoli e un alto mastio. Non sono più presenti i ponti levatoi e il fossato che circondava il castello, che venne utilizzato come prigione fino alla seconda metà del XX secolo.

## Storia

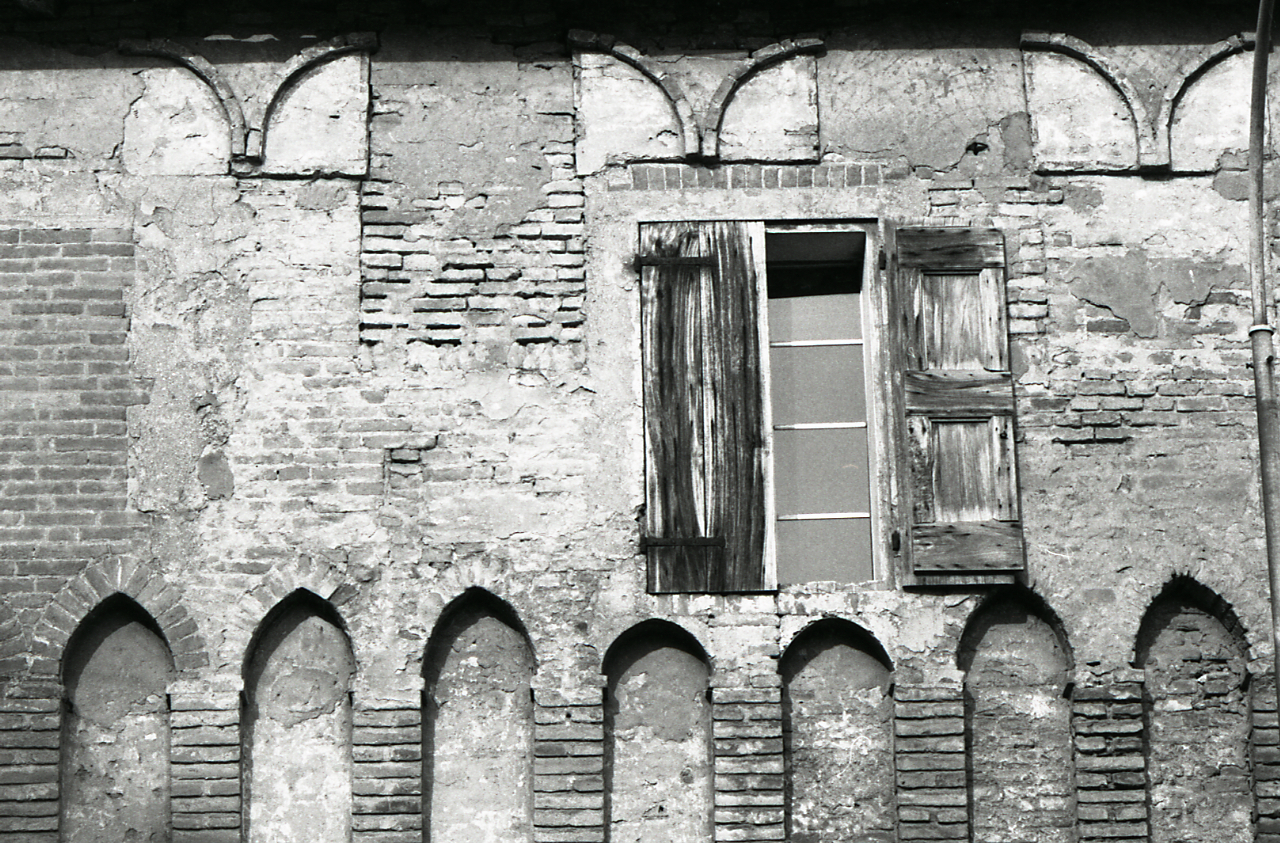
Particolare (Paolo Monti, 1975)

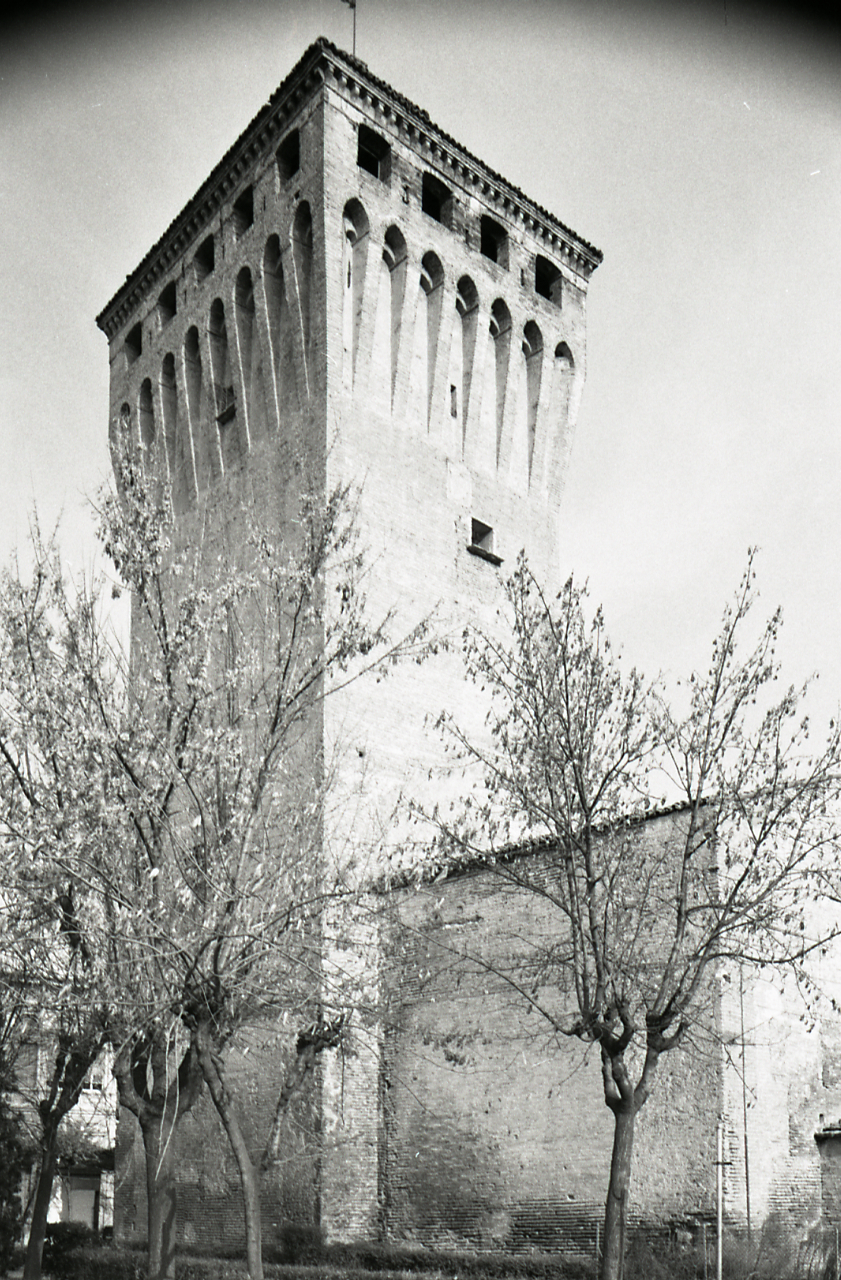
Il mastio fotografato da Paolo Monti nel 1975

Alla fine del Trecento, il contado di Bologna venne devastato da una serie di guerre ed epidemie, che causarono una grave crisi economica e demografica e che fecero scoppiare numerose rivolte dei cittadini centesi, stanchi del malgoverno dei vescovi. Nel 1375 gli abitanti di Cento si ribellarono brutalmente al vescovo di Bologna Bertrando de Bonnevalle giungendo ad uccidere i suoi vicari pontifici e a bruciare il palazzo ove risiedevano.
Peraltro, nel marzo 1376 scoppiò a Bologna una rivolta, istigata anche dai fiorentini, contro i vicari pontifici (tutti di origine francese e mal visti dalla popolazione locale), inclusa dagli storiografi nella cosiddetta Guerra degli Otto Santi. Dopo la pace di Anagni del 4 luglio 1377, i bolognesi accettarono di riconoscere l'autorità del Papa (rappresentato da Giovanni da Legnano) ma a patto di ottenere una grande autonomia locale. Durante il successivo "governo del popolo e delle arti" la città di Bologna e il suo contado furono oggetto di grandi restauri e pianificazioni urbanistiche, anche per riaffermare l'egemonia bolognese. In questo contesto, i bolognesi ampliarono e rafforzarono i castelli esistenti, oltre a costruire nuove fortezze, torri, rocche e borghi fortificati, prime fra tutte la rocca di Cento.
I lavori di costruzione iniziarono a partire dal giugno 1378, quando giunsero a Cento le truppe dell'esercito bolognese, e vennero completati in pochi anni. Presso l'archivio di stato di Bologna è presente il registro contabile compilato dal 18 ottobre al 27 novembre 1378 da Bernabò Guidozagni, in cui sono annotati i lavori diretti dall'ingegnere comunale bolognese Lorenzo da Bagnomarino: tale importantissimo documento consente di ricostruire i costi, i materiali e le maestranze impiegate nel cantiere militare medievale. Bentivoglio, figlio di Azzone Bentivogli, fu nominato primo castellano della rocca di Cento.
La rocca venne assediata nel 1359 e 1443.
Nel 1456 venne riedificata dal cardinale Filippo Calandrini e adeguata nel 1483 a seguito dell'introduzione delle armi da fuoco, mentre nel 1510 venne ampliata dal cardinale Giuliano della Rovere (in seguito eletto papa Giulio II). La rocca subì un incendio nel 1539.
Secondo la tradizione, nel 1597 un'immagine sacra della Madonna, risalente al 1460, avrebbe sanguinato dopo che un soldato, acquartierato nella rocca, l'aveva colpita con una freccia. La stessa immagine, divenuta oggetto di venerazione, avrebbe fermato il colera l'8 luglio 1855, inoltre  avrebbe preservato il territorio di Cento dai bombardamenti angloamericani nel 1944. Il dipinto è attualmente custodito nel vicino santuario della Beata Vergine della Rocca.
Durante i bombardamenti della Seconda Guerra Mondiale i suoi sotterranei funsero da rifugio per gli abitanti di Cento.

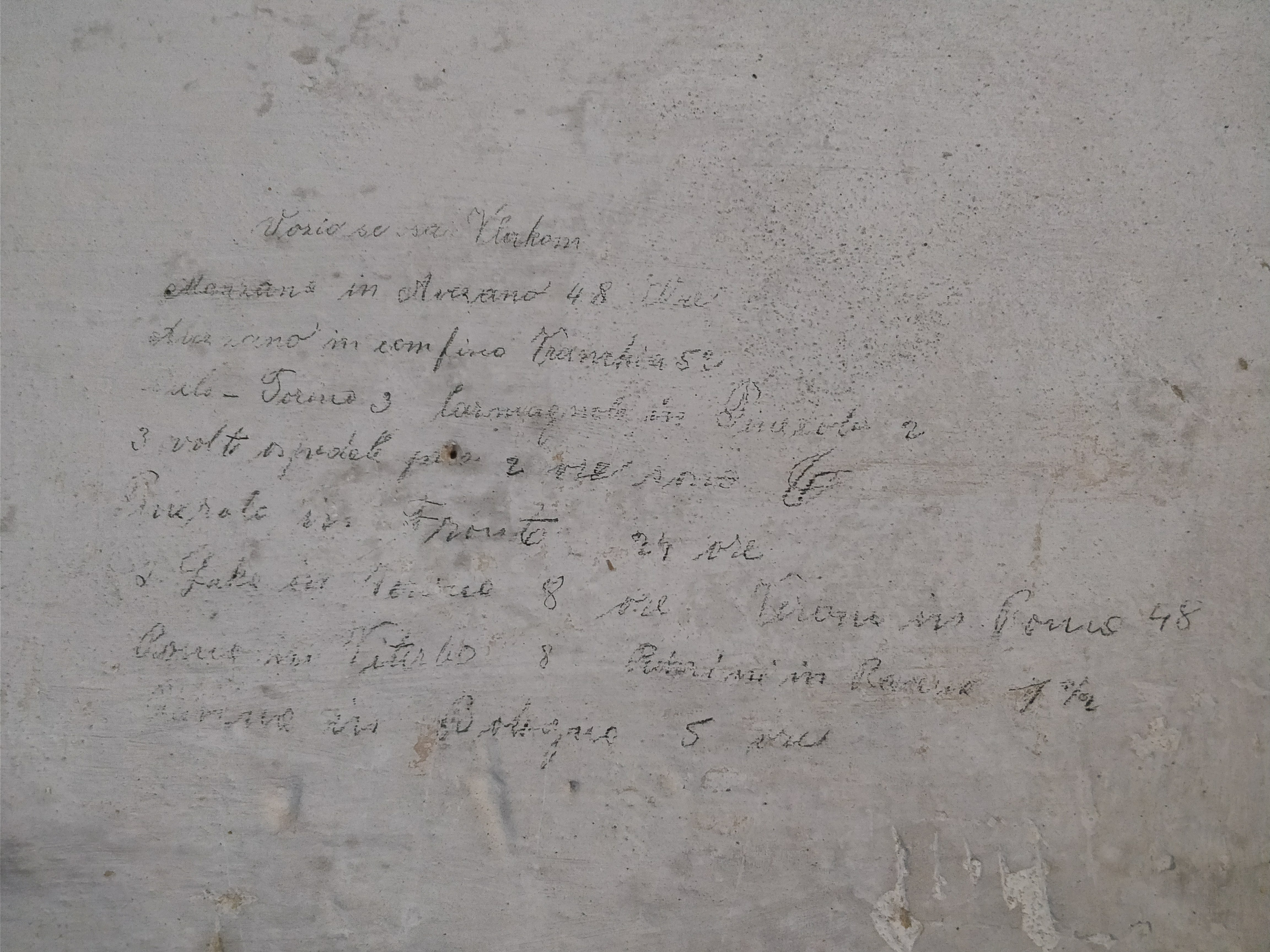
Iscrizione in Serbo(?) presente in una delle celle del mastio della Rocca di Cento

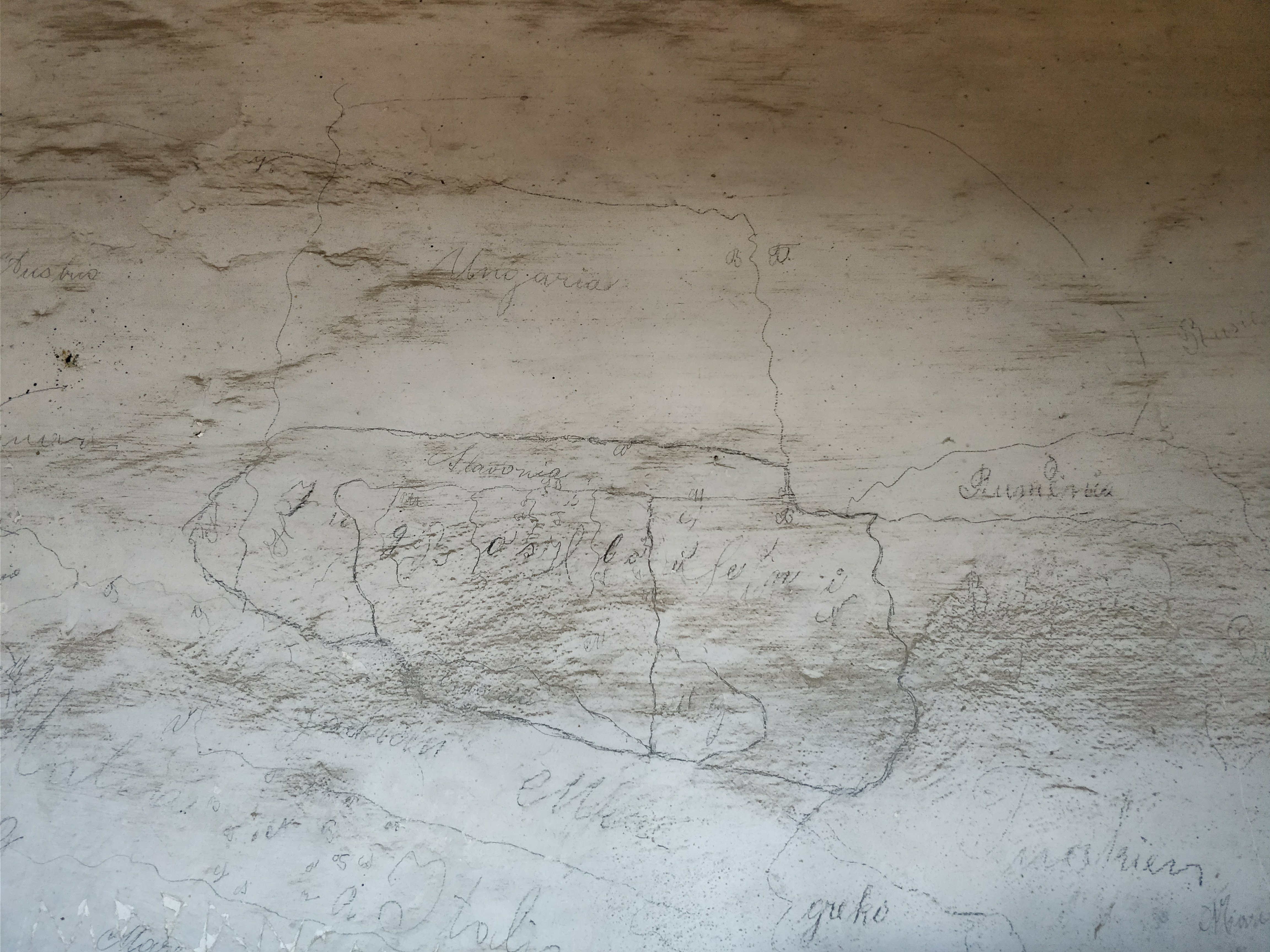
Mappa disegnata da un detenuto all'interno di una cella della Rocca di Cento

A metà del XIX secolo la rocca era utilizzata come caserma militare ed era registrata come migliore prigione dello Stato Pontificio. A seguito dell'unità d'Italia il castello passò allo Stato italiano, che lo utilizzò come prigione fino al 1969 per detenuti politici e banditi. All'interno delle celle, situate nel mastio, si trovano ancora iscrizioni che documentano la provenienza dei detenuti.
In seguito, il castello venne interamente restaurato, rendendo accessibile al pubblico alcuni locali, tra cui la cappella, la sala della trifora, le cannoniere e le prigioni. All'interno della rocca sono organizzate regolarmente mostre e attività culturali.